# Štefan Kužma
Štefan Kužma (ur. 14 kwietnia 1958) – słowacki polityk i inżynier, od 2006 do 2012 poseł do Rady Narodowej.

## Życiorys
W latach 1977–1982 studiował na wydziale budownictwa Słowackiej Wyższej Szkoły Technicznej w Bratysławie, następnie pracował w branży budowlanej w Koszycach (1982–1990). Od 1990 do 1998 był dyrektorem finansowym w spółce UNING. Od 1998 do 2002 sprawował funkcję wiceburmistrza miasta Preszów, następnie zaś szefa urzędu powiatowego w Preszowie (2003–2005). Od 2005 do 2006 był wiceministrem resortu budownictwa i rozwoju regionalnego. W 2006 został posłem do Rady Narodowej z ramienia SDKÚ-DS. W 2010 uzyskał reelekcję. Dwa lata później nie został ponownie wybrany.